# Meu Mundo e Nada Mais
"Meu Mundo e Nada Mais" é uma canção composta e gravada pelo músico brasileiro Guilherme Arantes, que foi lançada em 1976.
A música foi tema da novela Anjo Mau, de 1976, e também do seu remake, Anjo Mau, de 1997.
Em 2009, "Meu Mundo e Nada Mais" apareceu na 87ª posição da lista As 100 Maiores Músicas Brasileiras, elaborada pela revista Rolling Stone Brasil.

## Repercussão
Composta por Arantes ainda em 1969, a canção foi gravada e lançada sete anos depois, como um dos temas principais da novela Anjo Mau, da TV Globo, tornando-se o seu primeiro grande sucesso. O músico, que a partir de então passou a ser conhecido pelo público, explica na biografia de seu site oficial:
| “ | O Otávio Augusto, o Guto Graça Mello e o João Araújo resolveram me lançar como tema da novela das sete (Anjo Mau), e aí sim começaria de verdade a minha história. Devo tudo a essa oportunidade, que em seguida me abriu os caminhos para o primeiro LP, em meados de 1976. Não que "Meu mundo e Nada mais" tenha estourado de cara. Demorou pra tocar no rádio. Eu me lembro que no começo só tocava de madrugada, na antiga Rádio Excelsior, mas era uma emoção me ouvir no mesmo velho radinho de pilha debaixo do travesseiro (onde tantos jogos do Santos de Pelé foram acompanhados na adolescência, com inesquecível narração de Fiori Gigliotti). "Meu Mundo e Nada Mais" viria a tocar 530 vezes na novela, que eu contei, assistindo com a minha avó Iracema, que na época morava no Lar Santanna. Era um massacre, virei um sucesso instantâneo... | ” |

A música foi a segunda mais tocada nas rádios brasileiras em 1976.
Lulu Santos a chamou de "Big Bang do novo pop brasileiro".

## Regravações

### Versão de Daniel
"Meu Mundo e Nada Mais" foi regravada pelo cantor sertanejo Daniel com a participação de Guilherme Arantes no piano e lançada em 29 de abril de 2014 como quinto single do EP 30 Anos "O Musical". Além dessa participação, a nova versão teve uma orquestra, ganhou arranjos mais pesados em relação à gravação original e foi aclamada pela crítica e público. Sobre o hit, Daniel disse:
| “ | Cada um encaixa a música em sua vida de uma maneira, e tenho as canções certas para os momentos que vivi. Foi muito especial contar com o Guilherme Arantes nessa versão e passar para ele, que fez a canção, o meu sentimento ao cantá-la. | ” |

O lançamento foi considerado inesperado no meio sertanejo. Em abril de 2013, exato 1 ano antes, Arantes havia criticado o gênero, dizendo:
| “ | O Brasil emburreceu por conta de uma monocultura, e que a música hoje se resumia a cana, laranja e boi. | ” |

#### Desempenho nas paradas
| Tabela musical (2014)                     | Melhor posição |
| ----------------------------------------- | -------------- |
| Brasil (Billboard Brasil Hot 100 Airplay) | 6              |

### Outras regravações
| Ano  | Artista(s)/Banda                       | Álbum                                               | Ref.   |
| ---- | -------------------------------------- | --------------------------------------------------- | ------ |
| 1976 | Jean Lafontain                         | Sabor de Sucessos                                   | [ 10 ] |
| 1976 | Os Pumas                               | 3X6=18 Sucessos Vol 2 (LP)                          | [ 10 ] |
| 1988 | Via Negromonte                         | Via Negromonte (LP)                                 | [ 10 ] |
| 1988 | Joanna                                 | Joanna (LP)                                         | [ 10 ] |
| 1998 | Nenhum de Nós                          | Paz e Amor (CD)                                     | [ 10 ] |
| 2001 | Catedral                               | Mais do que imaginei (CD) - porém não entrou no CD  |        |
| 2002 | Calouros Raul Gil                      | Quem Sabe Canta, Quem Não Sabe Dança (CD)           | [ 10 ] |
| 2002 | Evaldo Tocantins                       | Sax Romântico - Vol.3 (CD)                          | [ 10 ] |
| 2002 | Paolo                                  | Da Cor do teu Olhar(CD)                             | [ 10 ] |
| 2002 | Lojas Zogbi                            | MPB (CD)                                            | [ 10 ] |
| 2003 | Alex Cohen                             | Ao Vivo (CD)                                        | [ 10 ] |
| 2003 | Mauricio Pereira & Turbilhão de Ritmos | Canções Que Um Dia Você Já Assobiou - vol.1 (CD)    | [ 10 ] |
| 2003 | Som da Rua                             | EP Demo (EP)                                        | [ 10 ] |
| 2005 | Pixote                                 | Descontrolado (CD)                                  | [ 10 ] |
| 2007 | Ivo Pessoa                             | História das Novelas (CD e DVD)                     | [ 10 ] |
| 2007 | Trovadores Urbanos                     | Canções Paulistas Ao Vivo (CD e DVD)                | [ 10 ] |
| 2007 | Adair Cardoso                          | Coração Adolescente (CD)                            | [ 10 ] |
| 2007 | Joanna                                 | Joanna em Pintura Íntima (CD e DVD)                 | [ 10 ] |
| 2009 | Vários Artistas                        | Som Livre - 40 anos (CD)                            | [ 10 ] |
| 2010 | Stênio Moura                           | No Mesmo Lugar de Sempre (CD)                       | [ 10 ] |
| 2010 | Vários Artistas                        | DVD Karaokê Tributo 11 - O Melhor da MPB 1 (DVD)    | [ 10 ] |
| 2010 | Edgard Scandurra                       | Edgard Scandurra Ao Vivo (DVD)                      | [ 10 ] |
| 2012 | Zizi Possi                             | A Voz da Mulher na Obra de Guilherme Arantes (CD)   | [ 11 ] |
| 2013 | Jay Vaquer                             | Antes da Chuva Chegar - Transversões: Volume 1 (CD) | [ 12 ] |
| 2014 | Daniel                                 | Daniel 30 Anos "O Musical" (EP)                     | [ 13 ] |